# Nekonvencionalna nafta
Nekonvencionalna nafta je nafta, ki je pridobljena na drugačne načine, kot z tradicionalnim vrtanjem v naftna polja. Zaloge nekonvencionalne nafte so precej večje od konvencionalne, vendar je po navadi slabše kvalitete - gre za "težko" nafto, pridobivanje je težje, dražje in bolj onesnažuje okolje, prav tako je težavnejše rafiniranje. 

## Primeri nekonvencionalne nafte
- Naftni pesek
- Naftni skrilavec